# Molí de Can Roca
El Molí de Can Roca és una obra d'Òdena (Anoia) inclosa a l'Inventari del Patrimoni Arquitectònic de Catalunya.

## Descripció
Edifici de planta baixa i pis . s'observa un cos central on s'aprecien carreus de pedra a partir de les quals s'afegiren dos cossos per banda allargant l'eix de la teulada i eixamplant l'edificació. Del molí, només en resta a l'entrada de l'edifici, la pedra de la mola que està encastada al paviment. A l'interior hi ha elements que demostren que havia estat utilitzat com a habitatge. La porta d'entrada és d'arc de mig punt adovellat.

## Història
A la clau de l'arc de la porta d'entrada hi ha la data inscrita del 1690.